# Pristolepis
Pristolepis ('zaagschub') is een geslacht van straalvinnige beenvissen binnen de familie Pristolepididae, soms ingedeeld in de orde Anabantiformes. Het komt voor in zoetwaterhabitats in Zuidoost-Azië en de West-Ghats van India. 
Dit geslacht is het enige lid van zijn familie, een familie die, met de families Nandidae en Polycentridae, een groep taxa vormt die de zustergroep zijn van de Anabantiformes en deel uitmaken van een niet nader genoemde en niet-gerangschikte clade binnen de reeks Ovalentaria, het dichtst bij de Carangiformes staand. Deze drie families delen de informele naam 'bladvis'.

## Soorten
- Pristolepis fasciata (Bleeker, 1851)
- Pristolepis grootii (Bleeker, 1852)
- Pristolepis malabarica (Günther, 1864)
- Pristolepis marginata Jerdon, 1849
- Pristolepis pauciradiata Plamoottil & Win, 2017
- Pristolepis pentacantha Plamoottil, 2014
- Pristolepis procerus Plamoottil, 2017
- Pristolepis rubripinnis Britz, Krishna Kumar & Baby, 2012